# Estación Barros Luco
Barros Luco fue una estación de ferrocarril que se hallaba dentro de la comuna de Copiapó, en la Región de Atacama de Chile. Fue parte del Longitudinal Norte y actualmente se encuentra inactiva.

## Historia
La estación fue construida para el tramo del ferrocarril Longitudinal Norte entre La Serena y Toledo (en las cercanías de Copiapó), y que fue inaugurado en 1914. De acuerdo a Santiago Marín Vicuña en 1916, la estación se encuentra a una altitud de 439 m s. n. m. y originalmente se denominaba «Los Lirios».
Unos 6 kilómetros al norte de la estación existía un triángulo de vías y un desvío hacia la mina Restauradora. Hacia 1963 la estación continuaba prestando servicios y seguía apareciendo en mapas oficiales.
Con el cierre de todos los servicios de la Red Norte de la Empresa de los Ferrocarriles del Estado en junio de 1975, la estación Barros Luco fue suprimida mediante decreto del 28 de julio de 1978. Actualmente todas las estructuras originales están en ruinas, manteniéndose solamente algunos cimientos y un triángulo de vías.